# Centris neffi
Centris neffi là một loài Hymenoptera trong họ Apidae. Loài này được Moure mô tả khoa học năm 2000.